# Zagorje (Vučitrn)
Pour les articles homonymes, voir Zagorje.
Zagorë en albanais et Zagorje en serbe latin (en serbe cyrillique : Загорје) est une localité du Kosovo située dans la commune/municipalité de Vushtrri/Vučitrn et dans le district de Mitrovicë/Kosovska Mitrovica. Selon le recensement kosovar de 2011, elle compte 18 habitants, tous albanais.

## Démographie

### Évolution historique de la population dans la localité
| 1948 | 1953 | 1961 | 1971 | 1981 | 1991 | 2011 |
| ---- | ---- | ---- | ---- | ---- | ---- | ---- |
| 134  | 157  | 155  | 132  | 68   | 90   | 18   |

|  |